# Графство Орламюнде
Графството Орламюнде (на немски: Grafschaft Orlamünde) е територия на Свещената Римска империя в днешна Тюрингия, Германия. През 1240 – 1250 г. Графството Орламюнде е значимо графство.
Графовете резидират първо в замък Орламюнде на Зале, който е построен през 11 век и през 15 век напуснат. През 1344 г. замъкът става собственост на Ветините.
През 949 г. граф Вилхелм фон Ваймар († 963), който е женен за дъщеря на херцог Попо от Тюрингия от франкските Бабенберги, дава на син си Вилхелм II Велики († 1003) дадения му от император Ото III за управление Гау Хузитин (Орламюнде). Граф Ото фон Ваймар († 1067) основава графство Орламюнде и взема това име като фамилно име. Той наследява през 1062 г. графство Ваймар. През 1062 г. той обединява Графство Орламюнде с Графство Ваймар в Графство Ваймар-Орламюнде и става също маркграф на Майсен.
От 1112 до 1365 г. графовете на Орламюнде произлизат от рода на Асканите, между тях е Албрехт Мечката († 1170). През 1181 г. неговият внук граф Зигфрид († 1206) се жени в Шлезвиг за София (1159–1208), дъщеря на датския крал Валдемар I. Около 1200 г. графовете имат в града предприятие за правене на монети.
През 1283 г. в Орламюнде за пръв път избухва чумата и граф Херман III († 1283), граф на Орламюнде от 1278 г., е вероятно първата жертва. От 1344 - 1918 г. графството принадлежи на Ветините.